# Hermiteskt konjugat
Det hermiteska konjugatet är en matematisk operation på en matris uppkallat efter franske 1800-talsmatematikern Charles Hermite. 

## Definition
Det hermiteska konjugatet av en matris {\displaystyle A=(a_{ij})\in \mathbb {C} _{m\times n}} definieras som {\displaystyle \left(A^{H}\right)_{ij}={\bar {a_{ji}}}} där {\displaystyle {\bar {z}}} betecknar komplexkonjugatet av {\displaystyle z}. Med andra ord är det hermiteska konjugatet till {\displaystyle A} definierat som {\displaystyle A}:s transponat med alla element komplexkonjugerade.
Notera att {\displaystyle A\in \mathbb {R} _{m\times n}\Rightarrow A^{H}=A^{t}}, transponatet av A. Dvs, för reella matriser är det hermiteska konjugatet samma som vanlig transponering.

## Andra skrivsätt
{\displaystyle A^{H}\,} skrivs även {\displaystyle A^{*}\,} eller {\displaystyle A^{\dagger }}.

## Exempel
{\displaystyle A={\begin{pmatrix}3+i&2-i\\i&1-i\end{pmatrix}}}
Ger att:
{\displaystyle A^{H}={\begin{pmatrix}3-i&-i\\2+i&1+i\end{pmatrix}}}

## Egenskaper
Ur definitionen får man omedelbart följande egenskaper:
{\displaystyle (A^{H})^{H}=A}
{\displaystyle (A^{H})^{-1}=(A^{-1})^{H}} om A är inverterbar.
{\displaystyle (A+B)^{H}=A^{H}+B^{H}}
{\displaystyle (\lambda A)^{H}=\lambda ^{*}A^{H}}, där {\displaystyle \lambda ^{*}} är {\displaystyle \lambda }:s komplexa konjugat.
{\displaystyle (AB)^{H}=B^{H}A^{H}}
Om operatornormen av {\displaystyle A} är:
{\displaystyle \|A\|=\sup\{\|Ax\|:\|x\|=1\}}
så är
{\displaystyle \|A^{H}\|=\|A\|}
och
{\displaystyle \|A^{H}A\|=\|A\|^{2}}